# آزوزا ۸۷۱۳
سیارک ۸۷۱۳ (به انگلیسی: 8713 Azusa، نامگذاری:1995BT2) هشت هزار و هفتصد و سیزدهمین سیارک کشف شده‌است که در ۲۶ ژانویه ۱۹۹۵ کشف شد.
قدر مطلق سیارک برابر ۱۳٫۶۰ است.